# L'erede al trono
L'erede al trono (Der Thronfolger) è un film muto del 1913 interpretato e diretto da Emil Albes.

## Produzione
Il film fu prodotto dalla Deutsche Bioscop GmbH.